# Javier Concepción
Javier Octavio Concepción Rojas (ur. 27 grudnia 1997 w Hawanie) – kubański siatkarz, grający na pozycji środkowego, reprezentant kraju. 

## Sukcesy klubowe
Liga irańska:
- 2025

## Sukcesy reprezentacyjne
Mistrzostwa Ameryki Północnej, Środkowej i Karaibów Kadetów:
- 2014

Mistrzostwa Ameryki Północnej, Środkowej i Karaibów:
- 2019
- 2015
- 2023[4]

Puchar Panamerykański:
- 2016, 2019[5][6], 2022[7]
- 2017, 2018

Puchar Panamerykański U-23:
- 2018
- 2016

Puchar Panamerykański Juniorów:
- 2017

Mistrzostwa Świata Juniorów:
- 2017

Mistrzostwa Świata U-23:
- 2017

Igrzyska Panamerykańskie:
- 2019

## Nagrody indywidualne
- 2014: Najlepszy środkowy Mistrzostw Ameryki Północnej, Środkowej i Karaibów Kadetów
- 2017: Najlepszy środkowy Pucharu Panamerykańskiego Juniorów